# Solidaridad (Gijón)
Solidaridad es una escultura situada en la ciudad asturiana de Gijón, en el norte de España. Se trata de una de las más de cien esculturas, monumentos y obras de arte que adornan las calles de la ciudad Conocida por los gijoneses con el sobrenombre de Los nudos o El merucu (lombriz en asturiano), está erigida en el parque del Rinconín, en la parroquia de Somió, muy cerca de la playa del Cervigón, al este de la ciudad.

## Descripción
Se trata de una obra de Pepe Noja, erigida en la ciudad en 1999, está hecha de acero inoxidable y se compone de varias piezas entrelazadas entre sí, simulando unas cadenas, pesa unas tres toneladas y en ella el autor busca significar la unión y la libertad, al estar abiertos los eslabones de esa hipotética cadena manteniendo así su independencia.